# Фридрих Фердинанд фон Вюртемберг-Вайлтинген
Фридрих Фердинанд фон Вюртемберг-Вайлтинген (на немски: Friedrich Ferdinand von Württemberg-Weiltingen; * 6 октомври 1654, Вайлтинген; † 8 август 1705, Вайлтинген) от Дом Вюртемберг, е херцог на Вюртемберг-Вайлтинген в Бавария.

## Биография
Той е син на херцог Манфред I фон Вюртемберг-Вайлтинген (* 1626; † 15 май 1662) и съпругата му графиня Юлиана фон Олденбург (* 2 юли 1615; † 16 май 1691), дъщеря на граф Антон II фон Олденбург-Делменхорст и принцеса Сибила Елизабет фон Брауншвайг-Даненберг.
Баща му умира през 1662 г. на 35 години и майка му става опекун на малкия Фридрих Фердинанд.
Херцог Фердинанд Фридрих умира през 1705 г. без жив син и линията Вюртемберг-Вайлтинген измира по мъжка линия. След това господството Вайлтинген отива обратно на главната линия.

## Фамилия
Фридрих Фердинанд фон Вюртемберг-Вайлтинген се жени на 9/19 септември 1689 г. в Оелс/Олешница за Елизабет фон Вюртемберг-Монбеляр/Мьомпелгард (* 17 март 1665, Монбеляр; † 5 юли 1726, Щутгарт), дъщеря на херцог Георг II фон Вюртемберг-Монбеляр (1626 – 1699) и Анна дьо Колини (1624 – 1680). Te имат децата: 
- Сибила Шарлота Юлиана (* 14 ноември 1690, Вайлтинген; † 30 октомври 1735, Сибиленорт), омъжена в Щутгарт на 21 април 1709 г. за херцог Карл Фридрих II фон Вюртемберг-Оелс (1690 -1761), син на херцог Кристиан Улрих I фон Вюртемберг-Оелс и принцеса Сибила Мария фон Саксония-Мерзебург
- Хедвиг Фридерика (* 18 октомври 1691, Вайлтинген; † 14 август 1752, Цербст), омъжена в Цербст на 8 октомври 1715 г. за княз Йохан Август фон Анхалт-Цербст (1677 – 1742)[3]
- Георг Леополд Фридрих (* 22 април 1693, Вайлтинген; † 27 ноември 1693, Вайлтинген)